# Ricania venustula
Ricania venustula är en insektsart som beskrevs av Melichar 1898. Ricania venustula ingår i släktet Ricania och familjen Ricaniidae. Inga underarter finns listade i Catalogue of Life.